# Oak Grove (Teksas)
Oak Grove je gradić u američkoj saveznoj državi Teksas. Prema popisu stanovništva iz 2010. u njemu je živjelo 603 stanovnika.